# کرن استراسمن
کرن استراسمن (انگلیسی: Karen Strassman) بازیگر و صداپیشه آمریکایی است.
از فیلم‌ها یا برنامه‌های تلویزیونی که وی در آن نقش داشته است می‌توان به اپلسید اشاره کرد. وی همیچنین صداپیشگی شخصیت‌های ملیناو پرنسس کیتانا را در مورتال کامبت (بازی ویدیویی ۲۰۱۱) و مورتال کامبت اکس به عهده داشته است. اکنون با عدم حضور ملینا در مورتال کامبت ۱۱، صداپیشگی کیتانا را کاری والگرن به عهده دارد.